# Yersiniops newboldi
Yersiniops newboldi es una especie de mantis de la familia Mantidae.

## Distribución geográfica
Se encuentra en California y México.